# Xəlilli (Cəlilabad)
Xəlilli è un comune dell'Azerbaigian situato nel distretto di Cəlilabad. Conta una popolazione di 603 abitanti.